# Nola triparallellinea
Nola triparallellinea är en fjärilsart som beskrevs av Van Eecke 1920. Nola triparallellinea ingår i släktet Nola och familjen trågspinnare. Inga underarter finns listade i Catalogue of Life.